# Löptiner See
Der Löptiner See ist ein See im Kreis Plön im deutschen Bundesland Schleswig-Holstein nordöstlich der Ortschaft Löptin. Er ist ca. 10 ha groß und bis zu 4,5 m tief. Der See ist Teil des Landschaftsschutzgebietes Bornhöveder Seenplatte.